# Напірна флотація
Напі́рна флота́ція — різновид флотації коли аерація відбувається шляхом розчинення повітря у воді або стічних водах під тиском та його вивільнення при атмосферному тиску в корпусі флотатора.
Напірна флотація застосовується як процес очищення стічних вод від завислих речовин, таких як нафта, жири або тверді речовини. Напірна флотація широко використовується для очищення промислових стічних вод нафтопереробних, хімічних, текстильних підприємств, заводів з переробки природного газу, паперових фабрик, м'ясопереробних, молочних, пивних заводів, фармацевтичних компаній, пекарень, пралень, мийок автомобілів, для попередньої очистки стічних вод у мембранних установках, для очистки та доочистки питної води.